# Johnny Carr
Johnny Carr es un actor y escritor australiano conocido por sus participaciones en teatro.

## Biografía
Tiene un hermano.
En 2006 se graduó del "Victorian College of the Arts (VCA)".
En 2013 Johnny recibió la beca "Marten Bequest Travel" para actuación.

## Carrera
En 1994 apareció como invitado en la popular serie australiana Home and Away donde interpretó a un empleado en la corte.
En 2014 apareció en la serie The Greatest Love of All donde dio vida a Gary. Johnny también fue cocreador y escritor de la webserie.
En 2016 apareció en la película That's Not Me donde interpretó al patrón del cine, Jason.

## Filmografía[2]

### Series de televisión
| Año  | Título                   | Personaje      | Notas                         |
| ---- | ------------------------ | -------------- | ----------------------------- |
| 2017 | The Secret Daughter      | Eddie Petruzzi | 4 episodios                   |
| 2014 | The Greatest Love of All | Gary           | 6 episodios                   |
| 2009 | City Homicide            | Neil Seresin   | episodio "In Wolf's Clothing" |
| 2009 | Rush                     | Bradley Parkes | episodio # 2.18               |
| 1994 | Home and Away            | Empleado       | episodio # 1.1450             |

### Películas
| Año  | Título                               | Personaje  | Notas                                                                                                  |
| ---- | ------------------------------------ | ---------- | --- |
| 2016 | Eye Contact                          | Samuel     | junto a Adele Perovic y Jacob Dibb                                                                     |
| 2016 | That's Not Me                        | Jason      | junto a Alice Foulcher, Isabel Lucas, Richard Davies, Belinda Misevski y Rowan Davie                   |
| 2015 | Stories I Want to Tell You in Person | Vaquero    | junto a Christopher Brown, Ronny Chieng, Mark Dickinson, Lally Katz, John Leary y Robyn Nevin          |
| 2013 | Maid                                 | Lou        | corto                                                                                                  |
| 2009 | Last Drinks                          | Roger      | corto                                                                                                  |
| 2009 | A Walk in the Park                   | Billy      | corto                                                                                                  |
| 2009 | And Then Came Phil                   | Mr. Excess | corto                                                                                                  |
| 2006 | Suburban Mayhem                      | Wayno      | junto a Emily Barclay, Steve Bastoni, Laurence Breuls, Michael Dorman, Anthony Hayes y Geneviève Lemon |

### Documental de televisión
| Año  | Título                    | Personaje   | Notas                     |
| ---- | ------------------------- | ----------- | ------------------------- |
| 2011 | SEX: An Unnatural History | Ralph Clark | episodio "The Revolution" |

### Escritor y creador
| Año  | Título                   | Notas                    |
| ---- | ------------------------ | ------------------------ |
| 2014 | The Greatest Love of All | 6 episodios (co-creador) |

### Teatro[3]
| Año       | Obra                            | Personaje            | Director (a)        | Teatro              | Notas                                                         |
| --------- | ------------------------------- | -------------------- | ------------------- | ------------------- | ------------------------------------------------------------- |
| 2016      | Edward II                       | Edward II            | Matthew Lutton      | Merlyn Theatre      | junto a Paul Ashcroft, Marco Chiappi y Belinda McClory        |
| 2016      | The Events                      | Hombre               | Clare Watson        | Belvoir St. Theatre | junto a Catherine McClements                                  |
| 2015      | What Rhymes with Cars and Girls | Johnno               | Clare Watson        | Melbourne Theatre   | junto a Sophie Ross                                           |
| 2014      | The Dream                       | Demetrius / Snout    | Peter Evans         | -                   | junto a Gareth Reeves y Nikki Shiels                          |
| 2013      | M+M                             | Johnny               | Daniel Schlusser    | Ensemble Theatre    | junto a Josh Price, Nikki Shiels, Karen Sibbing y Edwina Wren |
| 2012      | The Boys                        | Glenn                | Sam Strong          | Griffin Theatre     | junto a Cheree Cassidy, Josh McConville y Anthony Gee         |
| 2012      | Charcoal Creek                  | Tom Regan            | Anne-Louise Rentell | Merrigong Theatre   | junto a Catherine Moore, Ed Wightman y Olivia Beardsley       |
| 2011      | Dad and Dave                    | Dave                 | Katrina Douglas     | Q Theatre           | junto a Melle Stewart, Annie Byron y Rebecca De Unamuno       |
| 2010      | The Suicide                     | Serafima / Aristarco | Simon Stone         | B Sharp Theatre     | junto a Gareth Davies                                         |
| 2009      | Leaves of Glass                 | Barry                | Simon Stone         | Red Stitch Theatre  | junto a Daniel Frederiksen, Amelia Best y Jillian Murray      |
| 2009      | The Rites of Evil               | Easter               | Alex Menglet        | Red Stitch Theatre  | junto a Erin Dewar y Tim Potter                               |
| 2009      | Explorations: Macbeth           | Macduff/Banquo       | Margot Fenley       | Melbourne Theatre   | -                                                             |
| 2008-2009 | Life is a Dream                 | Segismundo           | Daniel Schlusser    | VCA Theatre         | junto a George Banders, Brendan Barnett y Andrew Dunn         |
| 2008      | The Masque of the Red Death     | Nancy                | John Bolton         | VCA Theatre         | -                                                             |
| 2008      | The Fan                         | Crespino             | Gary Down           | VCA Theatre         | -                                                             |
| 2007      | The Season At Sarsaparilla      | Ernie Boyle          | Melanie Beddie      | VCA Theatre         | -                                                             |
| 2007      | The Taming Of The Shrew         | Petruchio            | Tanya Gerstle       | VCA Theatre         | -                                                             |
| 2007      | Suicide in B Flat               | Pablo                | David Symons        | VCA Theatre         | -                                                             |
| 2007      | Three Sisters                   | Vershinin            | Kirsten Von Bibra   | VCA Theatre         | -                                                             |